# HD 73029
HD 73029，又名BD+60 1148，SAO 14612、HR 3401，是一颗恒星，视星等为6.48，位于銀經156.74，銀緯36.63，其B1900.0坐标为赤經8h 31m 1.8s，赤緯+60° 36.63′ 21″。